# Manica (biologia)
Manica – rodzaj mrówek z podrodziny Myrmicinae.
Mrówki zasiedlające Holarktykę.

## Gatunki
Należy tu 6 opisanych gatunków.
- Manica bradleyi Wheeler, 1909
- Manica hunteri Wheeler, 1914
- Manica invidia Bolton, 1995
- Manica parasitica Creighton, 1934
- Manica rubida Latreille, 1802 – wścieklica dorodna
- Manica yessensis Azuma, 1973